# 布達凱西區
布達凱西區（匈牙利語：Budakeszi járás），是匈牙利佩斯州的一個區，位於該國北部，区府設於布达凯西，面積289平方公里，2011年人口83,670，人口密度每平方公里290人。

## 市镇
布達凱西區包含4个城镇、一个大村和7个村庄。